# هیدئو اوگونی
هیدئو اوگونی (به ژاپنی: 小国 英雄 Oguni Hideo)؛ ( ۹ ژوئیهٔ ۱۹۰۴ – ۵ فوریهٔ ۱۹۹۶) فیلم‌نامه‌نویس و کارگردان فیلم اهل ژاپن بود که بیش از ۱۰۰ فیلمنامه نوشت. وی به خاطر همکاری در نوشتن فیلمنامه برای تعدادی از فیلم‌های کارگردانی‌شده توسط آکیرا کوروساوا از جمله زیستن، هفت سامورایی، سریر خون و دژ پنهان مشهور است.